# Ляо Хуэй (политик)
Ля́о Хуэ́й (кит. упр. 廖晖, пиньинь Liào Huī; род. май 1942, Гонконг, Британская империя) — китайский политик, 2-й заместитель председателя ВК НПКСК (2003—2013), член ЦК КПК (1982—2012).
Член КПК с декабря 1965 года, член ЦК КПК 12 — 17 созывов.

## Биография
Родился в мае 1942 года в Гонконге, Британская империя. По национальности хань.
Окончил ракетно-инженерный факультет Харбинского военно-инженерного института, где учился в 1960—1965 годах.
В 1965—1972 годах — техник ВВС НОАК. В 1972—1975 годах — представитель ВВС в инспекции, ответственной за качество военной продукции на фабрике № 761. В 1975—1983 годах — штабной офицер НОАК. 
C 1983 года 1-й заместитель, в 1984—1997 годах — директор Управления по внешним связям Китая. В 1997—2010 годах — начальник Канцелярии по делам Сянгана и Аомэня при Госсовете КНР.
В 2003—2013 годах 2-й (по перечислению) заместитель председателя ВК НПКСК 10—11-го созывов.